# Syneches guangdongensis
Syneches guangdongensis är en tvåvingeart som beskrevs av Yang och Patrick Grootaert 2004. Syneches guangdongensis ingår i släktet Syneches och familjen puckeldansflugor. Inga underarter finns listade i Catalogue of Life.